# Soltera, casada, viuda, divorciada
Soltera, casada, viuda, divorciada es una película de carretera y comedia peruana de 2023 dirigida por Ani Alva Helfer y protagonizada por Gianella Neyra, Katia Condos, Milene Vásquez y Patricia Portocarrero. Se estrenó el 20 de abril de 2023 en los cines peruanos.

## Sinopsis
Tras la muerte del marido de Cecilia, ella y otras 3 amigas se juntan y se preparan para hacer un viaje a Pacasmayo, pero el viaje se convierte en una loca odisea que pone a prueba su amistad. En el camino para ayudar a su amiga a cerrar su duelo, deberán aprender a unirse para enfrentar los desafíos de sus vidas y tratarán de darse una segunda oportunidad para sanar heridas, superar miedos y aceptarse a sí mismos.

## Reparto
Los actores que participaron en esta película son:
- Gianella Neyra como Cecilia.
- Milene Vázquez como Lorena.
- Patricia Portocarrero como Daniela.
- Katia Condos como Conny.
- Diego Bertie como Leonardo.
- Rodrigo Sánchez Patiño
- Rodrigo Palacios como Marco.
- Armando Machuca como Pablo.
- Miguel Dávalos como Jugador de billar.
- Martín Velásquez como Jugador de billar.
- Diego Lombardi
- Alexia Barnechea como Agustina.
- José Miguel Argüelles
- Matias Spitzer como Fabrizzio.

## Producción
Soltera, casada, viuda, divorciada empezó a rodarse a mediados de julio de 2022 en el norte del Perú (Pacasmayo).

### Premios y nominaciones
| Año  | Premio / Festival | Categoría      | Recipiente                         | Resultado | Ref.   |
| ---- | ----------------- | -------------- | ---------------------------------- | --------- | ------ |
| 2024 | Premios Luces     | Mejor película | Soltera, casada, viuda, divorciada | Ganadora  | [ 10 ] |
| 2024 | Premios Luces     | Mejor actriz   | Gianella Neyra                     | Ganadora  | [ 10 ] |
| 2024 | Premios Luces     | Mejor actriz   | Milene Vásquez                     | Nominada  | [ 10 ] |